# Yann Cortella
Yann Cortella, né le 26 septembre 1967, est un musicien et producteur de musique français. 
Il a notamment été le batteur de Jamais Bleu (1987), Tick & Tide (1990), Brigitte Fontaine (1993-2000), Jacques Higelin, Georges Moustaki, Alain Bashung et Indochine (1996 à 1998).
C'est un réalisateur musical, on retrouve ses productions dans les albums de Brigitte Fontaine, Néry, Polo, Les Matchboxx (Une carrière en plomb), Tigane, Eric Charden, D'André Michael JNR, Stereodrome, Arthur Revé.
Il est le remixeur de Deep Forest (Malo Korrigan), Scissor Sisters (Comfortably Numb), MadHouse (like a Virgin) et David Courtin (Célibataire, Sorry et Dirty Sexy Bastard).
Il produit et co-réalise les projets du duo Funk / Nu-Disco "The Past Travellers".
C'est le compositeur de la musique identitaire mondiale de la marque Rowenta (2018).
C'est dans un duo acoustique post-modern qu'il investit désormais beaucoup de son temps (2020). "29 Popband", une experience qu'il qualifie lui-même de "post Daft Punk".